# Ophiorrhiza biakensis
Ophiorrhiza biakensis är en måreväxtart som beskrevs av Theodoric Valeton. Ophiorrhiza biakensis ingår i släktet Ophiorrhiza och familjen måreväxter.
Artens utbredningsområde är Papua Nya Guinea. Inga underarter finns listade i Catalogue of Life.